# صبار وليمز
صبار وِلْيَمْز أو البَيُّوت أو الخَصْلَاءُ الوِلْيَامسِيَّة أو بيوت (الاسم العلمي: Lophophora williamsii) (بالإنجليزية: peyote) هي نوع من النباتات تتبع جنس الخصلاء من الفصيلة الصبارية. وهي نبات مكسيكي صغير مقدس منجنس الخصيلاء وفصيلة الصباريات. وهو من اندر أنواع الصبار الخالية من الأشواك، يعلو من 15 إلى 20 سم. ساقُه سرحة أسطوانية تنتهي بأرْسُوسَة غليظة يَرمَعِيََة تعلوها صفوف ثؤلول مفلطحة. أزهاره صغيرة فردية بيضاء أو وردية اللون. العلماء وصفوا خمس القلويدات على الأقل في البَيُّوت، لعل أهمها المسكالين. الذي تُعزى إليه خاصية إحداث رؤًى ملونة، وحالات غَثَيانيَّة... وكان مضغ دوائر صغيرة من النبات يسمح لأهل البلاد أن يتصدوا للتعب والعطش، كما كان يزودهم بهلوساتٍ مرئية عجيبة ونادرة.

## وصف
وصف نبات البيوتي (Lophophora williamsii):
البيوتي هو نبات عصاري (صبار) صغير ينمو على شكل مجموعات من نموات مزدحمة تظهر منخفضة بالقرب من سطح الأرض. تظهر هذه النموات غالبًا ككرات مسطحة ذات لون أزرق-أخضر أو أصفر-أخضر، وأحيانًا تميل إلى اللون الأحمر-الأخضر. يصل ارتفاع النموات إلى ما بين 2 و7 سنتيمترات، وقطرها يتراوح بين 4 و12 سنتيمترًا. يتميز النبات بأضلاعه العمودية المنخفضة أو المتعرجة قليلاً والتي تحتوي على بروزات تشبه الحُدَب. تنمو من المناطق العلوية للنبات خصلة من الشعر الناعم ذو اللون الأصفر الفاتح أو الأبيض الصوفي. النباتات البالغة لا تحتوي على أشواك، وتزهر أزهارًا ذات لون وردي أو أبيض أو مائل إلى الأصفر، وأحيانًا مائلة إلى الأحمر. تفتح الأزهار خلال النهار وتصل طولها إلى ما بين 1 و2.4 سم، وقطرها يتراوح بين 1 و2.2 سم. يحتوي البيوت على مجموعة كبيرة من قلويدات الفينيثيلامين. وأهمها الميسكالين الذي يبلغ محتواه في هذا الصبار حوالي 0.4% طازج (غير مجفف) و3-6% مجفف.
الإنبات والإثمار:
تنتج هذه النباتات الزهور بشكل متقطع، تليها ثمار صغيرة وردية صالحة للأكل. تكون الثمار طويلة الشكل وتشبه العصي ومجردة من الأشواك وذات لون وردي عند النضوج، وتتحول إلى اللون الأبيض المائل إلى البني عندما تجف. تحتوي الثمار على بذور سوداء على شكل كمثرى يتراوح طولها بين 1 و1.5 مم وعرضها 1 مم. تتطلب البذور ظروفًا حارة ورطبة لتنبت.

## التصنيف النباتي
وصف عالم النبات الفرنسي "شارل أنطوان ليمير" هذا النوع تحت اسم Echinocactus williamsii ويعني "الصبار الكروي وليامسي" في عام 1845، ولكن عالم النبات الأمريكي "جون ميرل كولتر" نقل هذا النوع إلى جنس Lophophora في عام 1894.

## الانتشار والموئل
تنمو نباتات البيوتي في المناطق الجنوبية من أمريكا الشمالية، وتتوزع بشكل رئيسي في المكسيك. في الولايات المتحدة، توجد في جنوب تكساس. في المكسيك، تنمو في ولايات شيواوا، كواهويلا، نويفو ليون، وتاماوليباس، وتوجد أيضًا في ولايات سان لويس بوتوسي وزاكاتيكاس. تعيش هذه النباتات في المناطق الصحراوية على ارتفاعات تتراوح بين 100 و1500 متر، وتصل أحيانًا إلى 1900 متر.

## الزراعة
نبات البيوتي ينمو ببطء شديد في البرية، بينما تنمو النباتات المزروعة بشكل أسرع. يمكن تسريع النمو بشكل كبير عند تطعيم النبات على جذور صبار آخر مثل صبار سان بيدرو. الجزء العلوي من النبات، والذي يعرف بالأزرار، يمكن قطعه وتجفيفه بشكل صحيح للحفاظ على النبات من التلف.

## الاستخدامات
يستخدم نبات البيوتي في الطب التقليدي، وأيضًا في الطقوس الدينية للعديد من الشعوب الأصلية في أمريكا الشمالية. يحتوي النبات على مادة الميسكالين التي تسبب تأثيرات نفسية مثل الرؤى السمعية والبصرية و التجارب الروحية و الفلسفية التي قد تستمر الى 10-12 ساعة. يتم استخدام النبات أيضًا لعلاج مجموعة من الأمراض في الطب الشعبي.

## التاريخ
تشير الدراسات الأثرية إلى أن الأمريكيين الأصليين كانوا يستخدمون نبات البيوتي منذ أكثر من 5500 عام. وجد الباحثون عينات من الأزرار في مواقع أثرية في تكساس يعود تاريخها إلى 3780-3660 قبل الميلاد.

## الدلالة الثقافية والدينية
يعتبر نبات البيوتي مقدسًا لدى العديد من القبائل والشعوب الأصلية في أمريكا الشمالية، ويستخدم في طقوسهم الدينية لتحقيق التواصل الروحي والشفاء.

## الحالة القانونية
في الولايات المتحدة، يُعفى استخدام نبات البيوتي في الطقوس الدينية من القوانين التي تحظر استخدامه. يعتبر نبات البيوتي مدرجًا ضمن المواد الخاضعة للرقابة، ولكن استخدامه القانوني مسموح به في السياقات الدينية التقليدية وفقًا لقوانين الدولة والاتفاقيات الفيدرالية.
- الاستخدام الديني: وفقًا لقانون الحرية الدينية للأمريكيين الأصليين (American Indian Religious Freedom Act)[19] لعام 1978، يُسمح باستخدام البيوتي في الطقوس الدينية لعدد من القبائل الأصلية، خصوصًا داخل الكنيسة الأمريكية الأصلية (Native American Church).[20] القانون الفيدرالي يحمي حقوق الأمريكيين الأصليين في استخدام البيوتي في سياق ديني، ويُعفى الأعضاء من التسجيل أو العقوبات القانونية المتعلقة باستخدام النبات.
- الاستخدام غير الديني: يُصنَّف البيوتي كمادة خاضعة للرقابة من الجدول الأول، مما يعني أنه غير قانوني للاستخدام أو الحيازة خارج السياقات الدينية المرخصة.[21]

### كندا
- القانون: الميسكالين، وهو المادة الفعالة في البيوتي، مُدرج ضمن الجدول الثالث للمخدرات في قانون المخدرات والمواد الخاضعة للرقابة،[22] لكن البيوتي نفسه مُعفى من هذه اللوائح. هذا يعني أن حيازة واستخدام نبات البيوتي غير محظور، طالما لم يتم استخراج الميسكالين منه أو استخدامه بطرق غير قانونية.[23]

### المكسيك
- القانون: يعتبر البيوتي جزءًا من التراث الثقافي والديني للعديد من الشعوب الأصلية في المكسيك. يمكن استخدامه في الطقوس الدينية التقليدية، مثل تلك التي يمارسها شعب الهويشول (Huichol). على الرغم من أن القوانين المكسيكية تفرض قيودًا على استخدام الميسكالين، إلا أن الاستخدام التقليدي والديني للبيوتي محمي بموجب القوانين الوطنية.

### الاتحاد الأوروبي
- القانون: الميسكالين، كما في الولايات المتحدة، يُعتبر مادة خاضعة للرقابة في معظم دول الاتحاد الأوروبي. حيازة واستخدام البيوتي بشكل عام محظور، إلا إذا كان الاستخدام لأغراض بحثية أو طبية مع التصاريح اللازمة.

### الهند
- القانون: يُعتبر البيوتي غير قانوني في الهند بموجب قانون المخدرات والمواد ذات التأثير النفساني لعام 1985. يعتبر حيازة النبات أو استخدامه غير قانوني ويعاقب عليه القانون.

### البرازيل
- القانون: في البرازيل، يُسمح باستخدام بعض المواد المخدرة في سياق ديني، ولكن البيوتي والميسكالين لا يتمتعان بنفس الحماية القانونية مثل آياهواسكا. حيازة البيوتي واستخدامه غير قانوني في البلاد.[24]

### أستراليا
- القانون: الميسكالين، سواء كان في شكل بيور أو كجزء من نبات البيوتي، يُعتبر مادة خاضعة للرقابة. حيازة أو استخدام البيوتي غير قانوني في معظم الولايات الأسترالية.[25]

### المملكة المتحدة
- القانون: الميسكالين مُدرج ضمن الجدول الأول للمخدرات في المملكة المتحدة، ويعتبر البيوتي غير قانوني في جميع أشكاله، سواء للحيازة أو الاستخدام، باستثناء الحالات التي يتم فيها منح ترخيص خاص للأبحاث.[26]

### الملاحظات العامة
- استخدامات طبية وبحثية: في العديد من الدول، يُسمح باستخدام البيوتي أو الميسكالين لأغراض بحثية أو طبية تحت رقابة صارمة وبتصاريح خاصة.

## معرض صور

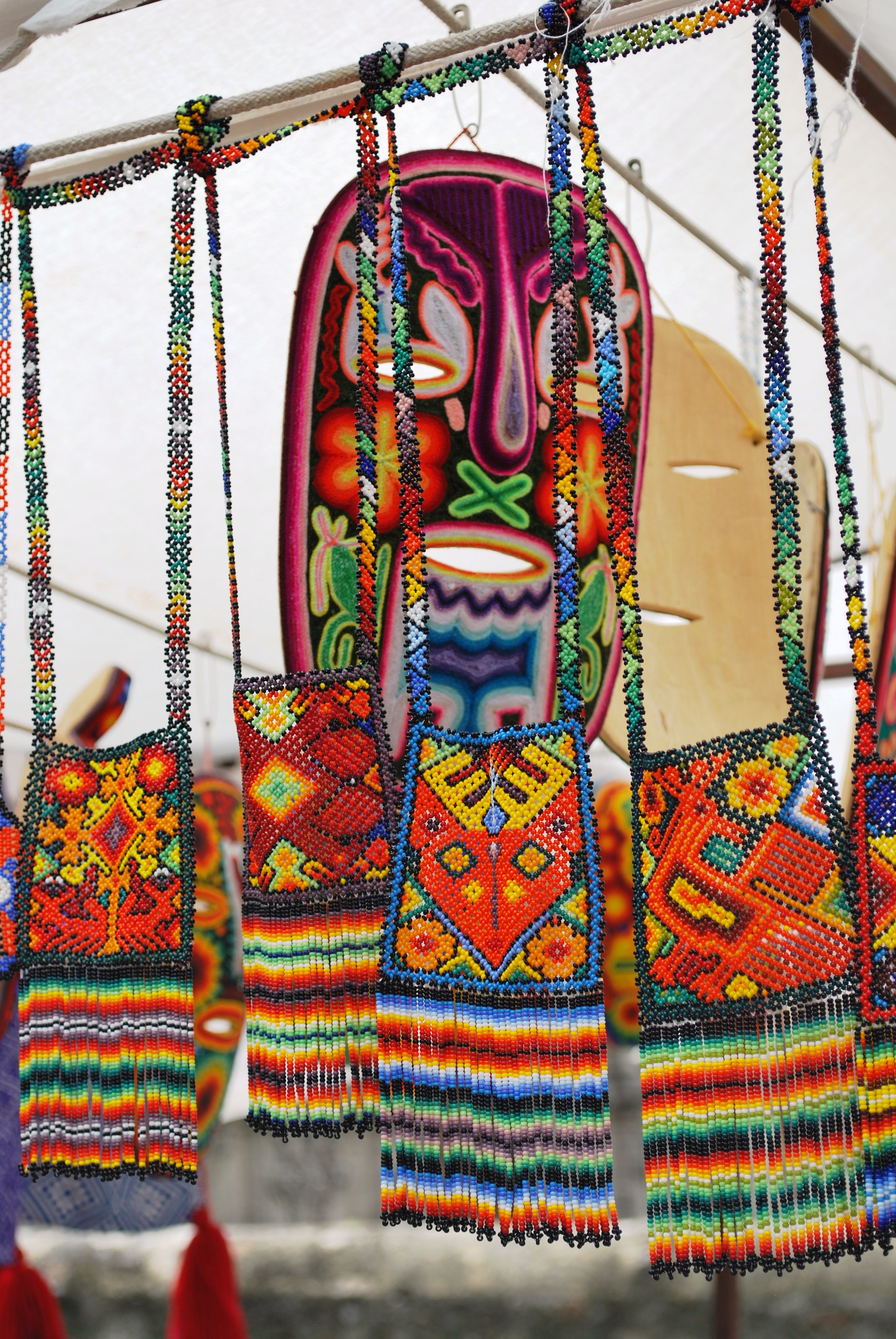
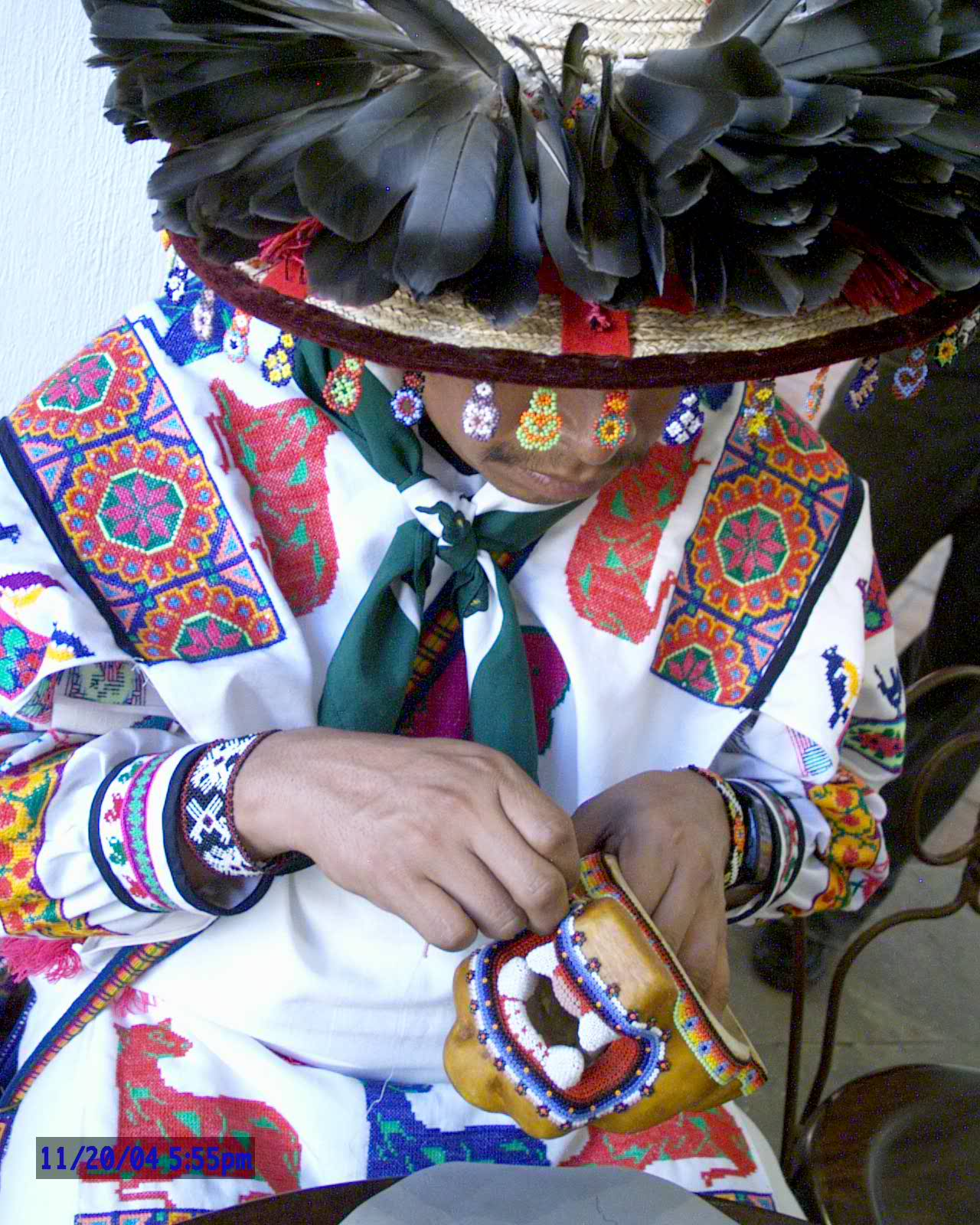
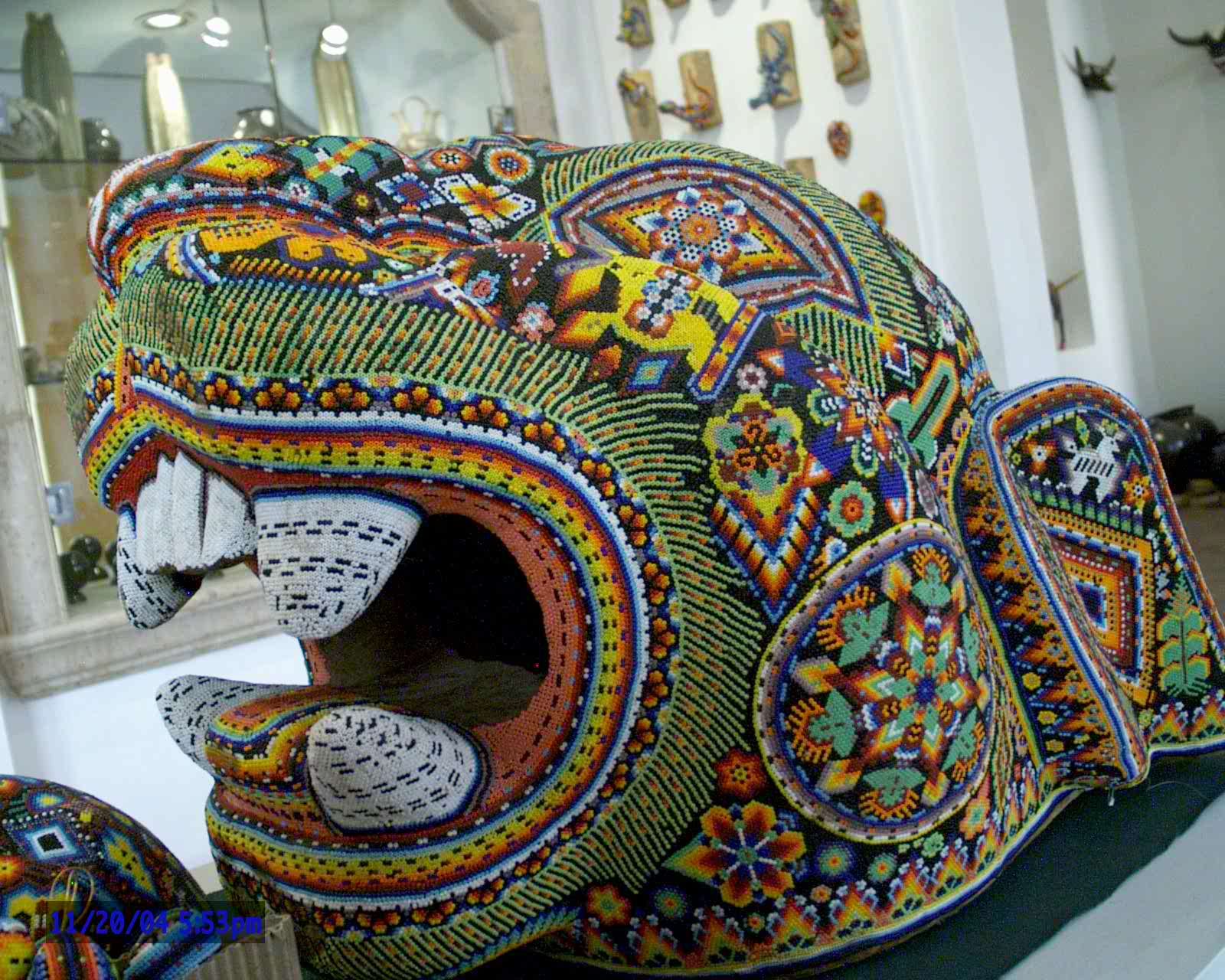
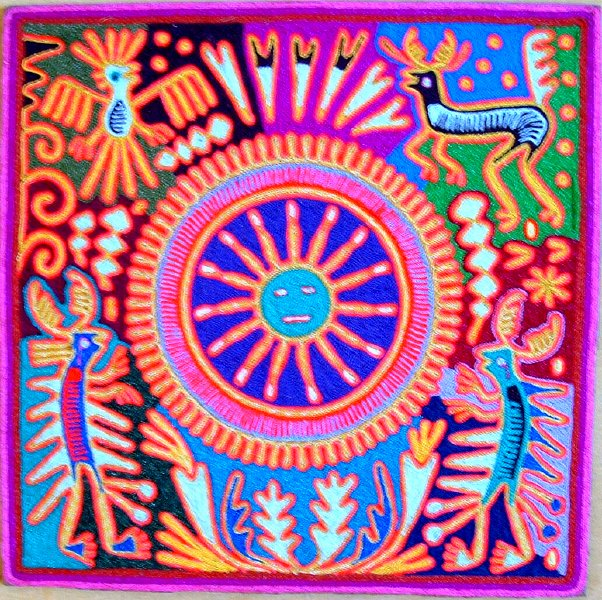